# Tim Parker
Timothy Ryan Parker, detto Tim (Hicksville, 23 febbraio 1993), è un calciatore statunitense, difensore del N.Y. Red Bulls.

## Caratteristiche tecniche
È un difensore centrale.

## Statistiche

### Presenze e reti nei club
Statistiche aggiornate al 6 febbraio 2025.
| Stagione                   | Squadra                    | Campionato                 | Campionato | Campionato | Coppe nazionali | Coppe nazionali | Coppe nazionali | Coppe continentali | Coppe continentali | Coppe continentali | Altre coppe | Altre coppe | Altre coppe | Totale | Totale | Totale |
| Stagione                   | Squadra                    | Comp                       | Pres       | Reti       | Comp            | Pres            | Reti            | Comp               | Pres               | Reti               | Comp        | Pres        | Reti        | Pres   | Reti   |        |
| -------------------------- | -------------------------- | -------------------------- | ---------- | ---------- | --------------- | --------------- | --------------- | ------------------ | ------------------ | ------------------ | ----------- | ----------- | ----------- | ------ | ------ | ------ |
| 2015                       | Vancouver Whitecaps II     | USL                        | 7          | 0          |                 | -               | -               |                    | -                  | -                  |             | -           | -           | 7      | 0      |        |
| 2015                       | Vancouver Whitecaps        | MLS                        | 17         | 0          | CC              | 4               | 1               | CCL                | 4                  | 1                  |             | -           | -           | 25     | 2      |        |
| 2016                       | Vancouver Whitecaps        | MLS                        | 29         | 0          | CC              | 3               | 1               | CCL                | 7                  | 0                  |             | -           | -           | 39     | 1      |        |
| 2017                       | Vancouver Whitecaps        | MLS                        | 35         | 1          | CC              | 1               | 0               |                    | -                  | -                  |             | -           | -           | 36     | 1      |        |
| Totale Vancouver Whitecaps | Totale Vancouver Whitecaps | Totale Vancouver Whitecaps | 81         | 1          |                 | 8               | 2               |                    | 11                 | 1                  |             | -           | -           | 100    | 4      |        |
| 2018                       | N.Y. Red Bulls             | MLS                        | 29+4       | 1+1        | USOC            | 1               | 0               | CCL                | 4                  | 0                  |             | -           | -           | 38     | 2      |        |
| 2019                       | N.Y. Red Bulls             | MLS                        | 31+1       | 0+1        | USOC            | 1               | 0               | CCL                | 4                  | 0                  |             | -           | -           | 37     | 1      |        |
| 2020                       | N.Y. Red Bulls             | MLS                        | 18+1       | 0          |                 | -               | -               |                    | -                  | -                  | MiB         | 1           | 0           | 20     | 0      |        |
| Totale New York Red Bulls  | Totale New York Red Bulls  | Totale New York Red Bulls  | 78+6       | 1+2        |                 | 2               | 0               |                    | 8                  | 0                  |             | 1           | 0           | 95     | 3      |        |
| 2021                       | Houston Dynamo             | MLS                        | 34         | 0          | -               | -               | -               | -                  | -                  | -                  | -           | -           | -           | 34     | 0      |        |
| 2022                       | Houston Dynamo             | MLS                        | 28         | 0          | USOC            | 1               | 0               | -                  | -                  | -                  | -           | -           | -           | 29     | 0      |        |
| Totale Houston Dynamo      | Totale Houston Dynamo      | Totale Houston Dynamo      | 62         | 0          |                 | 1               | 0               |                    | -                  | -                  |             | -           | -           | 63     | 0      |        |
| 2023                       | St. Louis City             | MLS                        | 29+2       | 4+1        | USOC            | 1               | 0               | -                  | -                  | -                  | LC          | 1           | 0           | 33     | 5      |        |
| feb.-ago. 2024             | St. Louis City             | MLS                        | 21         | 0          | USOC            | -               | -               | CCC                | 1                  | 1                  | LC          | 1           | 0           | 23     | 1      |        |
| Totale St. Louis City      | Totale St. Louis City      | Totale St. Louis City      | 50+2       | 4+1        |                 | 1               | 0               |                    | 1                  | 1                  |             | 2           | 0           | 56     | 6      |        |
| ago.-dic. 2024             | N.E. Revolution            | MLS                        | 7          | 0          | USOC            | -               | -               | CCC                | -                  | -                  | LC          | -           | -           | 7      | 0      |        |
| 2025                       | N.Y. Red Bulls             | MLS                        | -          | -          | USOC            | -               | -               | -                  | -                  | -                  | LC          | -           | -           | -      | -      |        |
| Totale carriera            | Totale carriera            | Totale carriera            | 264        | 7          |                 | 12              | 2               |                    | 20                 | 2                  |             | 3           | 0           | 299    | 11     |        |

### Cronologia presenze e reti in Nazionale
| Cronologia completa delle presenze e delle reti in nazionale ― Stati Uniti | Cronologia completa delle presenze e delle reti in nazionale ― Stati Uniti | Cronologia completa delle presenze e delle reti in nazionale ― Stati Uniti | Cronologia completa delle presenze e delle reti in nazionale ― Stati Uniti | Cronologia completa delle presenze e delle reti in nazionale ― Stati Uniti | Cronologia completa delle presenze e delle reti in nazionale ― Stati Uniti | Cronologia completa delle presenze e delle reti in nazionale ― Stati Uniti | Cronologia completa delle presenze e delle reti in nazionale ― Stati Uniti |
| Data                                                                       | Città                                                                      | In casa                                                                    | Risultato                                                                  | Ospiti                                                                     | Competizione                                                               | Reti                                                                       | Note                                                                       |
| -------------------------------------------------------------------------- | -------------------------------------------------------------------------- | -------------------------------------------------------------------------- | -------------------------------------------------------------------------- | -------------------------------------------------------------------------- | -------------------------------------------------------------------------- | -------------------------------------------------------------------------- | -------------------------------------------------------------------------- |
| 2-6-2018                                                                   | Dublino                                                                    | Irlanda                                                                    | 2 – 1                                                                      | Stati Uniti                                                                | Amichevole                                                                 | -                                                                          | 61’                                                                        |
| 9-6-2018                                                                   | Décines-Charpieu                                                           | Francia                                                                    | 1 – 1                                                                      | Stati Uniti                                                                | Amichevole                                                                 | -                                                                          |                                                                            |
| Totale                                                                     |                                                                            | Presenze                                                                   | 2                                                                          |                                                                            | Reti                                                                       | 0                                                                          |                                                                            |

## Palmarès

### Club

#### Competizioni nazionali
- MLS Supporters' Shield: 1

New York Red Bulls: 2018

### Individuale
- MLS Best XI: 1

2023